# Standard Oil Building (New York)
26 Broadway (früher Standard Oil Building) ist ein Bürohochhaus im Financial District von Manhattan in New York City, USA. Es steht am Anfang des Broadways am Bowling Green mit der Skulptur Charging Bull, die sich direkt vor dem Haupteingangsportal des Gebäudes befindet.

## Geschichte
Der 158,5 Meter (520 Fuß) hohe Wolkenkratzer wurde als Hauptsitz von Standard Oil Company erbaut, das einst eines der größten Ölunternehmen der Vereinigten Staaten war und zu dessen Gründern John D. Rockefeller gehörte. Das Gebäude befindet sich in Lower Manhattan am 26 Broadway in Nachbarschaft des Bürogebäudes 42 Broadway. Neben dem Broadway wird es von der Beaver Street im Süden und der New Street im Osten begrenzt. Das Hochhaus in der heutigen Form entstand ab 1921 als Erweiterung des ursprünglichen von 1884–1885 errichteten und 1895 erweiterten Standard Oil Building. Nach dem Ankauf von vier benachbarten Gebäuden wurde es in einem mehrphasigen Bauprojekt bis 1928 erheblich auf seine heutige Größe erweitert.
Die geschwungene Fassade von 26 Broadway erinnert ein wenig an das Municipal Building, wobei sie wegen der Straßenkrümmung in die andere Richtung gebogen ist. Die ersten sechzehn Stockwerke nehmen mit mehreren Rücksprüngen das gesamte fünfeckige Grundstück ein, wobei die drei Stockwerke 14–16 als Kolonnade mit ionischen Pilastern gestaltet sind. Darüber erhebt sich ein 13-stöckiger Turm, der von einer Stufenpyramide im Zikkurat-Stil gekrönt wird. Die vier Ecken des Gebäudeabsatzes bei der 22. Etage sind mit Obelisken versehen. Die drei obersten Stockwerke des Turms sind von einer Kolonnade mit korinthischen Säulen umgeben. Der Haupteingang befindet sich ungefähr in der Mitte der geschwungenen Fassade am Broadway und besteht aus einem vertieften Bogen mit doppelter Höhe und kunstvollem Zwickel am Zenit des Bogens. Er führt in das Erdgeschoss mit einer 12 m hohen Lobby.
26 Broadway wurde 1956 an den neuen Eigentümer Koeppel & Koeppel verkauft. Von 1988 bis 2006 befand sich in diesem Gebäude das Museum der amerikanischen Finanzgeschichte, das seitdem seinen Sitz in 48 Wall Street hat. 1995 ernannte die Landmarks Preservation Commission den 26 Broadway zu einem Wahrzeichen der Stadt. Das Gebäude ist auch ein Teil des 2007 ausgewiesenen „Wall Street Historic District“, das im National Register of Historic Places gelistet ist. Seit 2019 ist 26 Broadway im Besitz von Broadway 26 Waterview. Vermieter für zahlreiche Büros ist die Chetrit Group, deren Makler die Newmark Group ist.

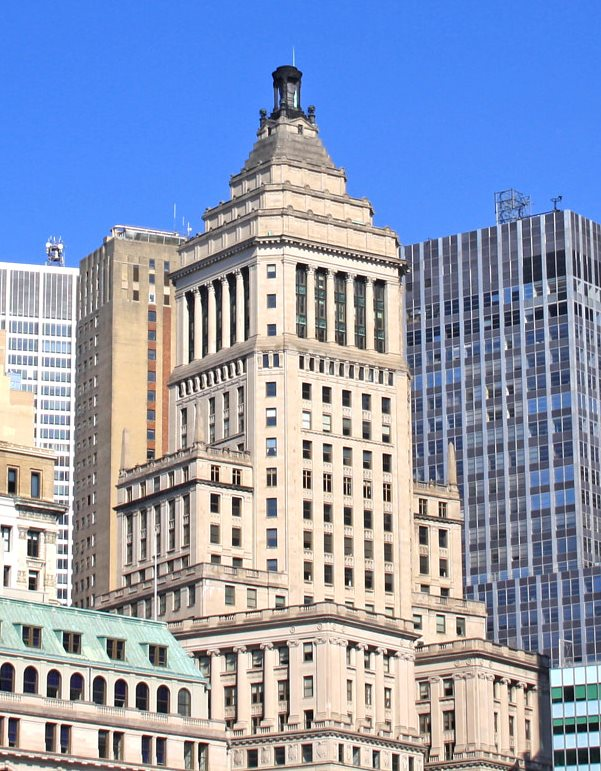
Die Turmspitze von 26 Broadway
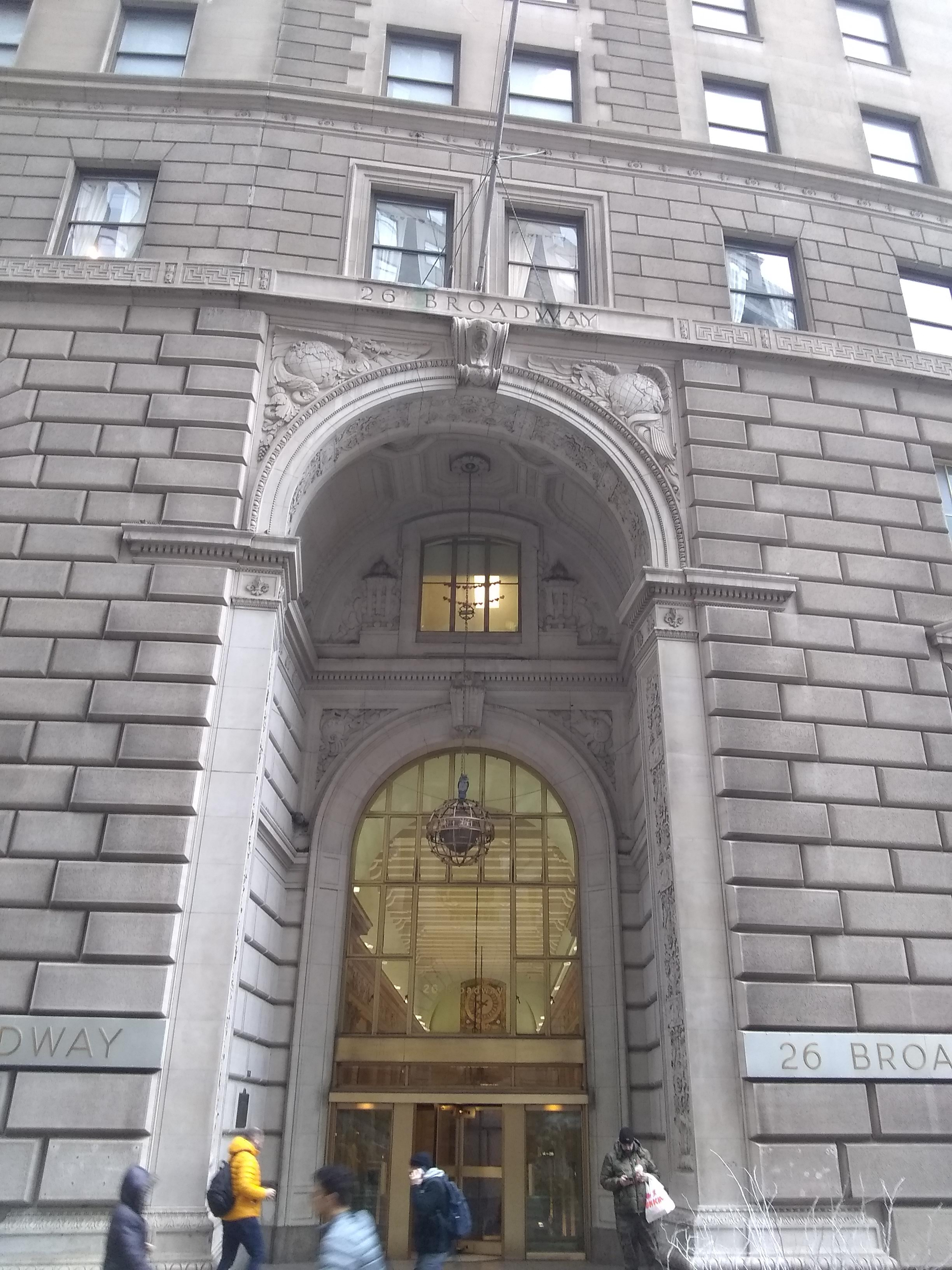
Haupteingangsportal am Broadway
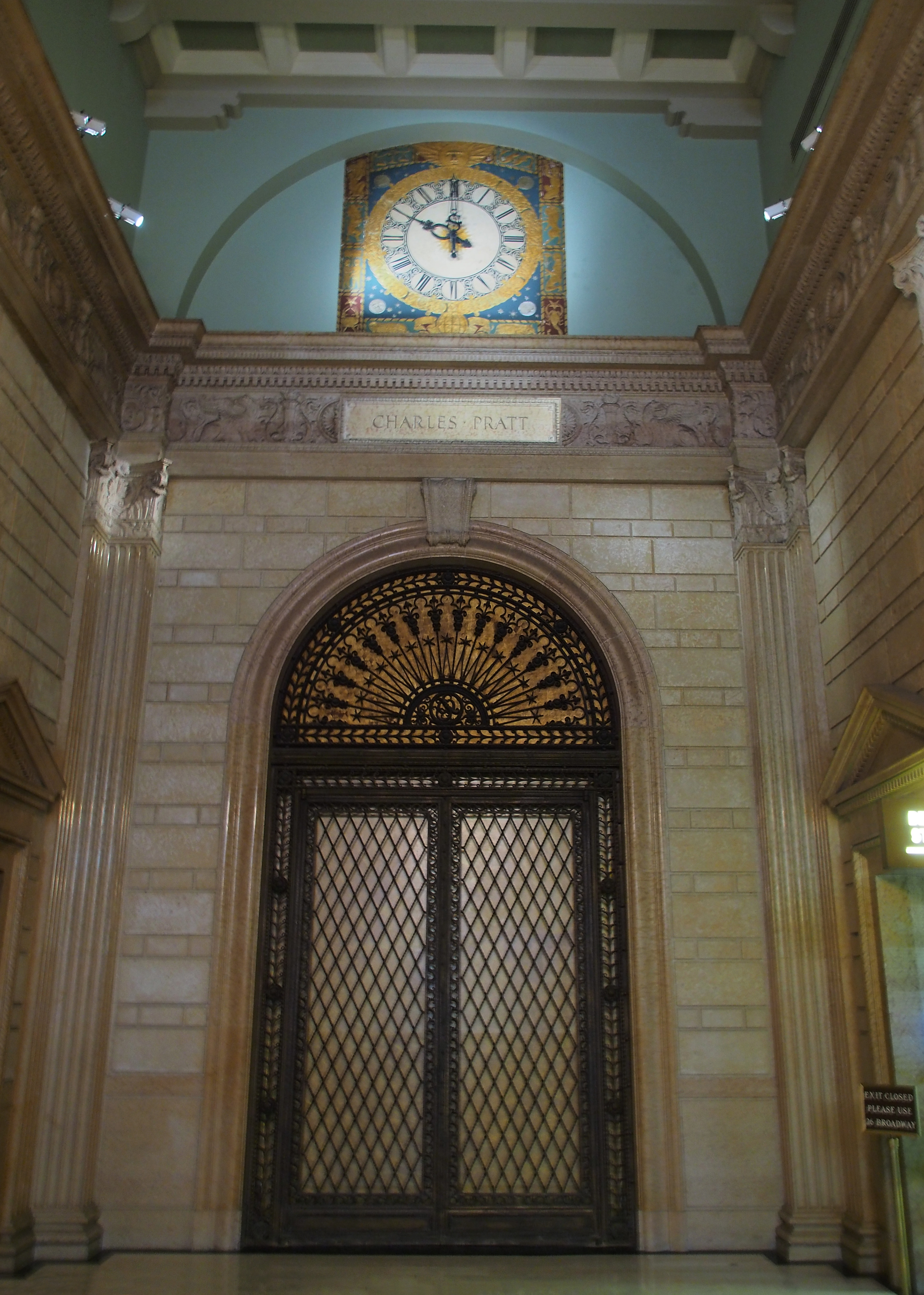
Teilbereich der Lobby